# Araneus amurius
Araneus amurius este o specie de păianjeni din genul Araneus, familia Araneidae, descrisă de Bakhvalov, 1981. Conform Catalogue of Life specia Araneus amurius nu are subspecii cunoscute.